# Syndrome d'Irukandji

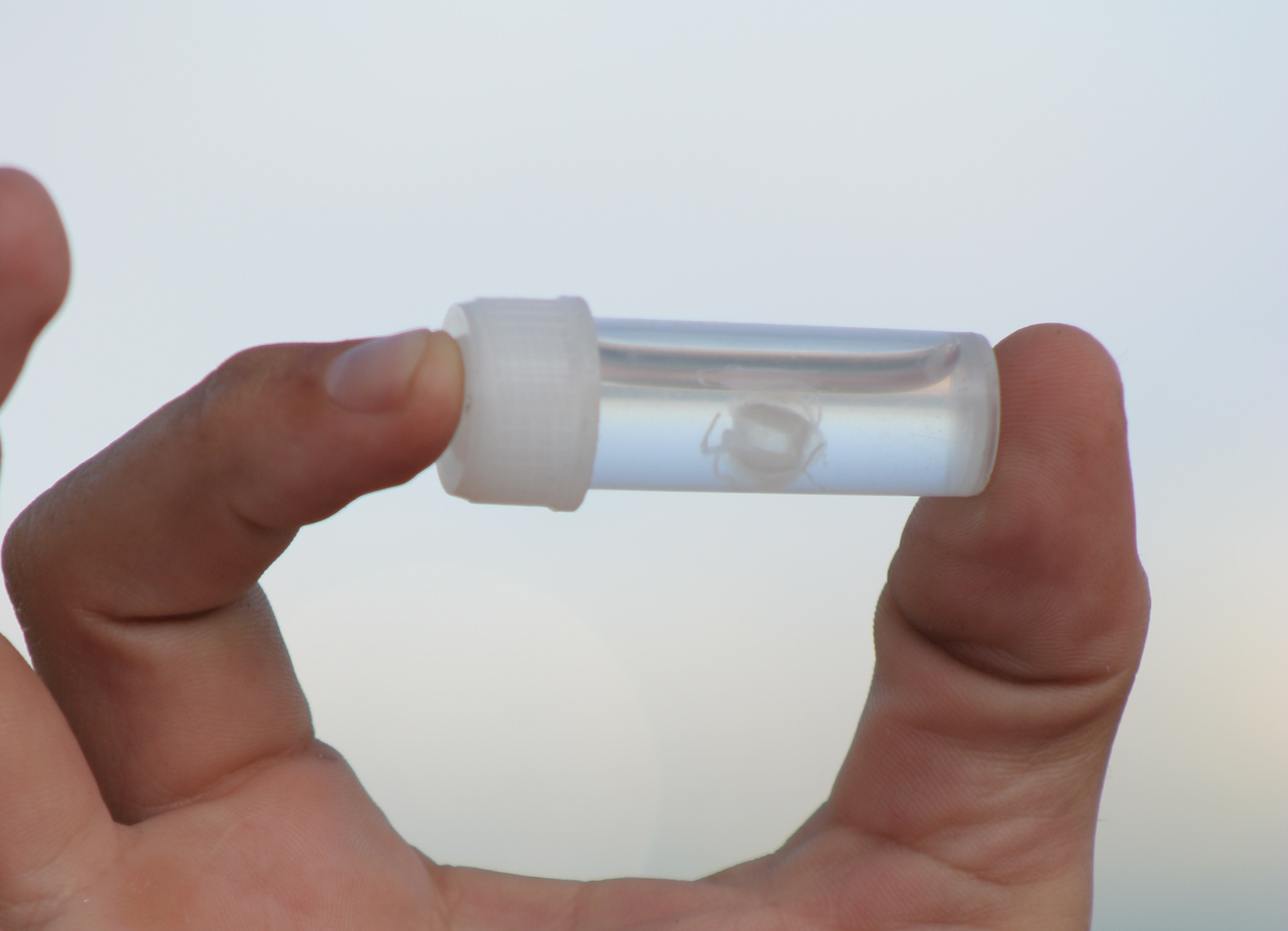
Spécimen de Malo kingi.

Le syndrome d'irukandji est un syndrome causé par la piqûre de la méduse d'irukandji et d'autres cuboméduses. Cet état est rarement mortel, mais sans attention médicale immédiate dans les 20 minutes suivant la piqûre, un arrêt cardiaque peut survenir. Le nom du syndrome est attribué en 1952 par Hugo Flecker, inspiré par le peuple aborigène Irukandji vivant à Palm Cove, au nord de Cairns, dans le Queensland, en Australie.

## Histoire
En 1964, Jack Barnes confirme la cause du syndrome en provenance de Cubozoa (cubozoaires), plus précisément la méduse d'irukandji, injectant un venin à ses victimes. Afin de prouver que la méduse était la cause du syndrome, il en capture une et se fait intentionnellement piquer par elle. Son fils, un garde-côte local, observe à ses côtés les symptômes qui en résultent,. D'autres cubozoaires peuvent possiblement provoquer le syndrome d'Irukandji, mais seules sept méduses sont identifiées à ce jour (Carukia barnesi, Alatina cf. mordens, Carybdea alata, Malo maximus, Malo kingi, Carybdea xaymacana, une autre espèce nommée fire jelly en anglais, et une autre espèce inconnue),.

## Toxicité
Lorsqu'elle est correctement traitée, une simple piqûre n'est normalement pas fatale ; cependant, deux personnes en Australie seraient supposément mortes à cause du venin de la méduse d'irukandji, et ont attiré l'attention des médias sur le syndrome de l'Irukandji. Il est impossible de savoir le nombre exact de morts provoqués par le syndrome d'Irukandji, les symptômes ayant été attribués à d'autres causes. Le mécanisme exact d'action du venin est inconnu, mais un excès de catécholamine serait une cause des cas les plus sévères. Des études sur les animaux semblent confirmer un lien entre l'injection du venin et une forte accumulation de noradrénaline et d'adrénaline dans le corps.

## Distribution géographique
Des cas de syndromes d'Irukandji ont été recensés en Australie, à Hawaï, en Floride, dans les Antilles françaises, à Bonaire, dans les Caraïbes, dans le Timor oriental et en Papouasie-Nouvelle-Guinée,. D'autres espèces autres que Carukia barnesi sembleraient être responsables des piqûres en dehors de l'Australie.

## Symptômes
Ce type de piqûre survient entre octobre et mai au nord du Queensland, en Australie, et dont le niveau des symptômes varie. Du fait que la méduse est petite, la piqûre peut ne pas être constatée à première vue. Elle est décrite comme une sensation un peu moins intense qu'une piqûre de moustique. Les symptômes, cependant, se font peu à peu ressentir et s'intensifient graduellement entre 5 et 120 minutes (30 minutes en moyenne) après la piqûre. Le syndrome d'Irukandji, provoquant des symptômes systémiques, peut se traduire par d'intenses maux de tête, des douleurs au dos, des douleurs musculaires, des douleurs à la nuque, des douleurs abdominales, des nausées et vomissements, une transpiration apparente, de l'anxiété, de l'hypertension, de la tachycardie et un œdème pulmonaire,,. Un autre symptôme, rare mais associé au syndrome, peut induire une sensation de « catastrophe imminente ». Des patients ont été aperçus comme convaincus de mourir, suppliant les urgentistes de les achever. Les symptômes s'atténuent généralement entre 4 et 30 heures après la piqûre, mais prennent plus de deux semaines de guérison.

## Traitement
Il n'existe pas d'antivenin pour ce type de piqûre, mais un traitement par antidouleur peut largement compenser et aider à la guérison. Une expérience a été effectuée en nettoyant la plaie avec du vinaigre, mais cette méthode s'avère inefficace et amplifie, plutôt que d'arrêter, la douleur causée par le venin de Cubozoa. 